# Burgstall Thurnsberg
Der Burgstall Thurnsberg bezeichnet eine abgegangene Burg im Bereich der Filialkirche St. Laurentius in Thurnsberg, einem Ortsteil der Gemeinde Kranzberg im Landkreis Freising in Bayern. Die Anlage wird als Bodendenkmal unter der Aktennummer D-1-7635-0166 im Bayernatlas als „Burgstall des hohen Mittelalters ("Thurnsberg")“ geführt.
Von der ehemaligen Burganlage ist nichts erhalten.